# Cmentarz parafialny w Chrzanowie

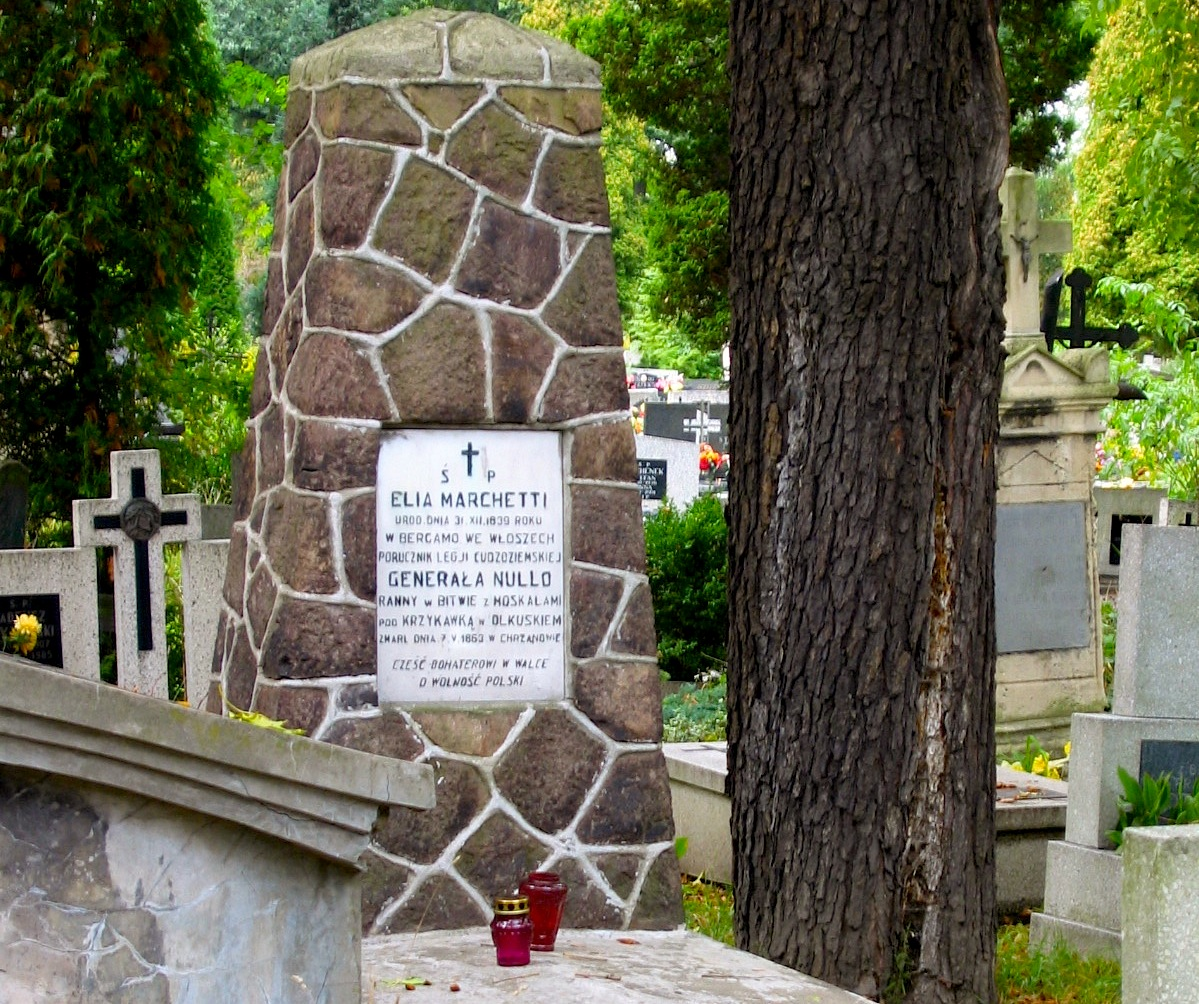
Nagrobek Elii Marchettiego (1931).

Cmentarz parafialny w Chrzanowie – cmentarz znajdujący się w Chrzanowie, przy ul. Marchettiego (główna brama) i ul. Balińskiej (tylna brama). Został założony w 1809 roku. Jest administrowany przez parafię św. Mikołaja w Chrzanowie.

## Historia
W Chrzanowie przed rokiem 1809 zmarłych grzebano na cmentarzu położonym wokół kościoła św. Mikołaja oraz na cmentarzyku przy kościele Świętego Krzyża na przedmieściu przy ul. Świętokrzyskiej.
Po włączeniu miasta do Królestwa Galicji (formalnie 1795, faktycznie 1796 po ustąpieniu okupacyjnych wojsk pruskich i wejściu Austriaków) zaczęły obowiązywać austriackie przepisy sanitarne wydane w czasach Józefa II, które zabraniały pochówków w centrach miast i w świątyniach. Rozpoczęto więc starania o założenie cmentarza parafialnego poza zabudową miejską. W 1808 roku planowano umiejscowienie cmentarza na łąkach między dzisiejszymi ulicami Podwale i Szpitalną, ale prawdopodobne z powodu wylewów rzeczki Chechła porzucono tę koncepcję i w następnym roku założono cmentarz na gruntach plebańskich, na wzgórzu zwanym W Łanach, położonym na północ od miasta przy drodze wiodącej do Luszowic, ówcześnie zwanej ul. Luszowską (obecnie ul. Marchettiego). W drugiej ćwierci XIX w. cmentarz zaopatrzony był w niewielką kostnicę oraz kapliczkę.
Największym problemem chrzanowskiej nekropolii było ustawiczne przepełnienie, zaniedbanie oraz pochówkowy chaos, o czym donosiły raporty władz miejskich i okręgowych w XIX stuleciu. Do stanu tego przyczyniała się zbyt mała powierzchnia cmentarza w stosunku do liczby ludności chrześcijańskiej miasta, brak jasnych przepisów dotyczących tego, jak i gdzie można kopać nowe mogiły oraz pochówki stacjonujących w Chrzanowie żołnierzy austriackich i pruskich, zmarłych podczas epidemii tyfusu w latach 40. XIX w., w okresie kiedy Prusy dokonały okupacji części terytorium Wolnego Miasta Krakowa. 
Po raz pierwszy powiększono cmentarz w 1866 roku (w kierunku zachodnim), niemal podwajając jego powierzchnię. Wcześniej przez kilka lat toczyły się spory o to, kto ma przeznaczyć grunt pod rozszerzenie nekropolii. Stronami tego sporu były bowiem władze miejskie, chrzanowski pleban, władze okręgowe oraz Emanuel Loewenfeld, który będąc wyznania mojżeszowego nie zamierzał partycypować w ponoszeniu kosztów poszerzenia cmentarza chrześcijańskiego, do czego – jako właściciela chrzanowskiego obszaru dworskiego – zobowiązywało go ówczesne prawo. Po rozstrzygnięciu konfliktów i poszerzeniu nekropolii, do 1870 roku, ciągnęła się kwestia finansowania i wykonania kamiennego muru wokół powiększonego cmentarza.
W 1892 roku doszło do kolejnego poszerzenia, które podwoiło areał cmentarza, rozciągnąwszy go ku północy. Dodatkowo wprowadzono przepisy określające wielkość mogił, odstępów między nimi i usytuowania w poszczególnych kwaterach, tak by na przyszłość uniknąć zamieszania, do czego władze miejskie zostały wcześniej zobligowane przez specjalną komisję sanitarną. Od strony ulicy Luszowskiej (po zmianach Marchettiego) wystawiono główną bramę wiodącą na cmentarz, a w latach 1899–1900 Henryk Loewenfeld wybudował na przyłączonej części cmentarza monumentalną kaplicę projektu Teodora Talowskiego na grobowiec dla swojej zmarłej matki, która wraz z synami dokonała konwersji na katolicyzm. W 1914 roku jedną z kwater cmentarza (nadal istniejącą) przeznaczono na pochówki żołnierzy austro-węgierskich.
Od 1922 roku sukcesywnie poszerzano cmentarz w kierunku zachodnim, ku ulicy Balińskiej, zwiększając jego powierzchnię o ponad połowę ówczesnego stanu. W latach powojennych od strony ul. Balińskiej wzniesiono drugą bramę cmentarną. W 1931 roku na cmentarzu przebywała delegacja włoskiego miasta Bergamo, która oddała hołd Stefano Elii Marchettiemu przy jego grobie. Od 1965 roku cmentarz poszerzano stopniowo ku północy, wzdłuż ul. Marchettiego i ku zachodowi, w kierunku ul. Balińskiej. Do ostatniego poszerzenia cmentarza doszło w latach 2022–2023, kiedy od północy dołączono do nekropolii niewielkie skrawki ziemi znajdujące się pomiędzy ogrodzeniem cmentarnym a nowo utworzoną ulicą Ks. Kamieńskiego, oddzielającą cmentarz parafialny od nowo powstałego cmentarza komunalnego.

## Pochówki
Cmentarz parafialny w Chrzanowie jest miejscem spoczynku postaci ważnych dla lokalnej społeczności. Pochowani są tu m.in.:
- Antoni Andrysik (1843–1926), powstaniec styczniowy[15].
- Aleksander Baliś (1845–1905), powstaniec styczniowy[16].
- Leon Baliś (1898–1941), legionista II Brygady Legionów[15].
- Janusz Baurski (1896–1956), pierwszy powojenny dyrektor Fabloku[17].
- Paweł Bromboszcz (1840–1919), powstaniec styczniowy[18].
- Mikołaj Bytomski (1881–1932), burmistrz Chrzanowa w okresie międzywojennym[19].
- Wincenty Bytomski (1887–1939), powstaniec śląski[19].
- Elżbieta Głuska (1898–1986), okulistka, uczestniczka wojny polsko-bolszewickiej w batalionie sanitarnym[20].
- Tadeusz Kantor (1896–1973), legionista I Brygady Legionów[21].
- Wacław Karaś (1887–1942), kompozytor i kapelmistrz[21].
- Zdzisław Krawczyński (1898–1941), doktor filozofii, pedagog[15].
- Henryk Loewenfeld (1859–1831), właściciel obszaru dworskiego w Chrzanowie, mecenas sztuki i przedsiębiorca[10].
- Róża Loewenfeld (1831–1898), matka Henryka, filantropka[10].
- Stefano Elia Marchetti (1839–1863), garibaldczyk, powstaniec styczniowy[22].
- Mieczysław Mazaraki (1913–2003), pedagog, założyciel Muzeum w Chrzanowie[15].
- Roman Michalik (1898–1942), legionista Piłsudskiego, odznaczony Krzyżem Niepodległości[15].
- Tadeusz Oczkowski (1913–1938), lotnik WP, zginął w katastrofie samolotu w Sokolnikach pod Lwowem[23].
- Jerzy Oszacki (1912–1939), doktor medycyny, zginął tragicznie podczas wykonywania eksperymentu medycznego w Szpitalu Św. Łazarza w Krakowie[24].
- Włodzimierz Scholze-Srokowski (1894–1972), generał WP[25].
- Mirosław Temeriusz (1928–2009), powstaniec warszawski, ps. „Mirek”, żołnierz AK[26].
- Ignacy Trytko (1894–1942), legionista Piłsudskiego, odznaczony Krzyżem Niepodległości[27].
- Tadeusz Urbańczyk (1887–1973), pedagog[27].
- Janina Woynarowska (1923–1999), pielęgniarka, służebnica Boża[28].
- Mogiła zbiorowa żołnierzy Wojska Polskiego poległych we wrześniu 1939[28].

## Wybrane obiekty zabytkowe
- Nagrobek Antona Stiastnego z ok. 1856 (pas 2), jest najstarszym zachowanym nagrobkiem chrzanowskiego cmentarza[29].
- Grobowiec Bartłomieja Sporysza, dzieło krakowskiego artysty Edwarda Stehlika z ok. 1868 (kwatera 2)[30].
- Mauzoleum Loewenfeldów, dzieło Teodora Talowskiego z przełomu XIX/XX w. (kwatera 7)[10].
- Secesyjny nagrobek Leona Srokowskiego z ok. 1906 (kwatera 6)[31].
- Nagrobek w stylu art déco Anny Dietrich, kierowniczki Szkoły Powszechnej im. Królowej Jadwigi, z ok. 1927 (kwatera 2)[32].